# Solaster caribbaeus
Solaster caribbaeus is een zeester uit de familie Solasteridae.
De wetenschappelijke naam van de soort werd in 1915 gepubliceerd door Addison Emery Verrill.